# Caterina Biancolelli
Caterina Biancolelli, nota con il nome di Colombina (Parigi, 1665 – Parigi, 22 febbraio 1716), è stata un'attrice teatrale italiana naturalizzata francese.

## Biografia

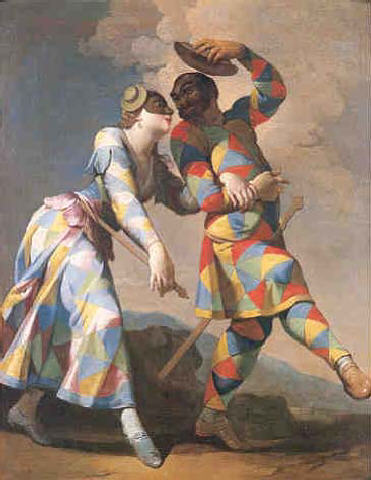
Arlecchino e Colombina, di Giovanni Domenico Ferretti

Caterina Biancolelli nacque a Parigi nel 1665, figlia degli attori Dominique Biancolelli (Domenico Giuseppe Biancolelli) e Orsola Cortesi.
Caterina Biancolelli esordì all'età di ventidue anni l'11 ottobre 1687, assieme alla sorella Francesca Maria Apolline Biancolelli, nella commedia intitolata Arlequin Prothée, parodia di A. M. Nolant de Fatouville della Bérénice di Jean Racine, interpretando la parte di servetta con il nome di Colombina, in ricordo della nonna paterna, Isabella Franchini, moglie di Francesco Biancolelli, il capostipite di origine emiliana della famiglia di attori italiani attivi nei secoli XVII e XVIII in Francia e in Italia.
Ottenne successi immediati, grazie alle sue capacità sia come ballerina sia come cantante raffinata e soprattutto per le sue recitazioni argute, ironiche ed espressive: Caterina Biancolelli si caratterizzò per una bella presenza scenica, per una voce dolce e impeccabile, per una intensa e raffinata gestualità.
Nel 1695, nella commedia Le retour de la foire de Bezons, indossò un abito con figure geometriche colorate, simile a quello di Arlecchino, del quale era sempre amorosa: questo costume riscosse grande popolarità anche fuori dal palcoscenico e il pittore Antoine Watteau lo raffigurò in alcune acqueforti.
Nel novembre del 1685 Caterina Biancolelli sposò a Fontainebleau l'attore Pierre Lenoir de la Thorillière.
Quando la Comédie italienne fu chiusa, nel 1697, venne richiesta alla Comédie-Française, ma preferì non passare in una compagnia tradizionalmente concorrente, e quindi abbandonò il palcoscenico.
Caterina Biancolelli morì a Parigi il 22 febbraio 1716.